# Werner Schreiner (Historiker)
Werner Schreiner (* 11. Mai 1947 in Neustadt an der Haardt) ist ein deutscher Lehrer, der sich als Verkehrsexperte und -funktionär sowie als Historiker einen Namen machte.

## Leben

### Studium und Schuldienst
Schreiner studierte in Mannheim und Manchester Anglistik und Geschichte. Zeitweise war er an der Mannheimer Universität angestellt. Seine berufliche Laufbahn im öffentlichen Dienst begann im Jahr 1972. Als Lehrer, zuletzt als Oberstudienrat, unterrichtete er in den Jahren 1974 bis 1990 am Kurfürst-Ruprecht-Gymnasium Neustadt. Im Jahr 1990 wechselte er an das Werner-Heisenberg-Gymnasium Bad Dürkheim, an dem er bis 1992 als Studiendirektor tätig war. Anschließend ließ er sich durch das Land Rheinland-Pfalz beurlauben.

### Engagement für den Eisenbahnverkehr
Im Jahr 1974 entstand auf Initiative Schreiners an der Pfälzischen Nordbahn Neustadt–Monsheim etwa 2 km östlich des Neustadter Hauptbahnhofs beim Schulzentrum der Haltepunkt Neustadt-Böbig. Diese Maßnahme zielte darauf ab, den damals vorzugsweise per Bus abgewickelten Schülerverkehr auf die Schiene zu verlagern. Schreiner engagierte sich ebenfalls dafür, das Kuckucksbähnel Lambrecht–Elmstein, das von der Gesamtstilllegung und dem Abbau bedroht war, in eine Museumsbahn umzuwandeln. Die Bemühungen führten zur Aufnahme des Museumsbahnbetriebs im Jahr 1984; am 14. Februar wurde die Kuckucksbähnel-Bahnbetriebs-GmbH gegründet, an der Schreiner mit fünf weiteren Privatpersonen sowie der Stadt Neustadt an der Weinstraße, der Verbandsgemeinde Lambrecht, dem Verein Burg Spangenberg e. V. und den Verkehrsvereinen von Neustadt und Elmstein beteiligt war. Im selben Jahr wurde in Neustadt der Förderverein Kuckucksbähnel ins Leben gerufen, dessen Vorsitzender Schreiner wurde.
Im Jahr 1992 wurde Schreiner als Verkehrsexperte beim damaligen Raumordnungsverband Rhein-Neckar tätig. Von 1993 bis 1996 war er darüber hinaus für die Umsetzung des Rheinland-Pfalz-Taktes zuständig und in dieser Funktion Projektleiter der rheinland-pfälzischen Landesregierungen unter Scharping und Beck. Von 1997 bis 2005 war er Direktor des Zweckverbands Schienenpersonennahverkehr Rheinland-Pfalz Süd; in dieser Funktion war er zuständig für die Umsetzung des Rheinland-Pfalz-Taktes im südlichen Teil des Bundeslandes. Von April 1997 bis Juni 2005 führte Schreiner als Mitglied der Geschäftsleitung der Verkehrsverbundes Rhein-Neckar (VRN) die Bereiche Planung und Leistungsangebot. Im Jahr 2004 wurde er Vorsitzender des Expertenausschusses Grenzüberschreitender Personenverkehr. Von 2005 bis zum Eintritt in den Ruhestand im Jahr 2012 oblag ihm außerdem die Geschäftsleitung des VRN.
Von 2012 bis 2014 war Schreiner Mitglied im Netzbeirat von DB Netz. Anfang 2014 wurde er Nachfolger von Clemens Nagel als Beauftragter für die grenzüberschreitende Zusammenarbeit des Landes Rheinland-Pfalz.
Als Historiker veröffentlichte Schreiner zahlreiche Schriften zur pfälzischen Eisenbahngeschichte.

### Weitere Tätigkeiten
Ab 1986 arbeitete Schreiner bei der Kreisverwaltung des Landkreises Bad Dürkheim. Ehrenamtlich ist Schreiner als Laienrichter beim Amtsgericht Neustadt an der Weinstraße und beim Landgericht Frankenthal (Pfalz) tätig. Außerdem ist er Mitglied im Kuratorium des Vereins Kurpfalz. Die Bezirksgruppe Neustadt des Historischen Vereins der Pfalz leitet er als Vorsitzender.
Schreiner ist Mitglied der SPD. Für diese sitzt er im Stadtrat von Neustadt an der Weinstraße.

## Auszeichnungen
Im Jahr 2010 erhielt Schreiner den mobifair-Fairnesspreis. 2013 überreichte ihm der rheinland-pfälzische Innenminister Roger Lewentz das Bundesverdienstkreuz am Bande, das ihm von Bundespräsident Joachim Gauck verliehen worden war. Anlässlich seines 70. Geburtstages gab es im Neustadter Casimirianum einen Festakt sowie eine Festschrift.

## Bibliographie (Auswahl)
- Klaus-Frédéric Johannes: Auswahlbibliographie Werner Schreiner. In: Mobilitas. Festschrift zum 70. Geburtstag Werner Schreiners. Herausgegeben von Klaus Frédéric Johannes unter redaktioneller Mitarbeit von Wolfgang Müller. (= Schriftenreihe der Bezirksgruppe Neustadt im Historischen Verein der Pfalz, N.F. 1). Neustadt an der Weinstraße 2017, S. 719–725.
- Modell- und Eisenbahnclub Landau in der Pfalz e. V. (Hrsg.): 125 Jahre Maximiliansbahn Neustadt/Weinstr.-Landau/Pfalz. Landau in der Pfalz 1980.
- Kuckucks-Bähnel. Festschrift zur Wiederinbetriebnahme der Bahnstrecke Neustadt (Weinstraße)–Lambrecht–Elmstein als Museumsbahn. Edeldruck Verlag, Lambrecht 2. Juni 1984.
- Kuckucks-Bähnel und Elmsteiner Tal. Museumsbahn und Landschaft. Edeldruck Verlag, Lambrecht 1985.
- Die Pfälzische Maximiliansbahn erschließt den „Viehstrich“. Aspekte zur Geschichte der Eisenbahn in Steinfeld. In: Steinfeld 1250 bis 2000. Ein Grenzdorf im Zeitenwandel. Progressdruck, Speyer 2000, ISBN 3-929893-09-6, S. 541–566.
- Verkehrsverbund Rhein-Neckar (Hrsg.): …an einem Strang. Eisenbahngeschichte im Rhein-Neckar-Dreieck. pro MESSAGE, Ludwigshafen am Rhein 2004, ISBN 3-934845-17-7.
- (mit Michael Heilmann): 150 Jahre Maximiliansbahn Neustadt-Straßburg. pro MESSAGE, Ludwigshafen am Rhein 2005, ISBN 3-934845-27-4.
- Paul Camille von Denis. Europäischer Verkehrspionier und Erbauer der pfälzischen Eisenbahnen. pro MESSAGE, Ludwigshafen am Rhein 2010, ISBN 978-3-934845-49-7.